# Xanthorhoe californiata
Xanthorhoe californiata là một loài bướm đêm trong họ Geometridae.